# John William Shaw
John William Shaw (* 12. Dezember 1863 in Mobile, Alabama, Vereinigte Staaten; † 2. November 1934) war ein US-amerikanischer Geistlicher und römisch-katholischer Erzbischof von New Orleans.

## Leben
John William Shaw empfing am 26. Mai 1888 das Sakrament der Priesterweihe für das Bistum Mobile.
Papst Pius X. ernannte ihn am 7. Februar 1910 zum Titularbischof von Castabala und zum Koadjutorbischof von San Antonio. Die Bischofsweihe spendete ihm der Erzbischof von New Orleans, Jakob Hubert Blenk SM am 14. April desselben Jahres; Mitkonsekratoren waren der Bischof von Mobile, Edward Patrick Allen, und der Bischof von Natchitoches, Cornelius Van de Ven.
Mit dem Tod von Bischof John Anthony Forest am 11. Mai 1911 folgte er diesem als Bischof von San Antonio nach. Am 25. Januar 1918 ernannte ihn Papst Benedikt XV. zum Erzbischof von New Orleans.